# Samson Oghenewegba Nathaniel
Samson Oghenewegba Nathaniel (* 29. August 1997 in Enwhe) ist ein nigerianischer Sprinter, der sich auf den 400-Meter-Lauf spezialisiert hat. 2024 siegte er mit der nigerianischen Mixed-Staffel über 4-mal 400 Meter bei den Afrikaspielen in Accra.

## Sportliche Laufbahn
Erste Erfahrungen bei internationalen Meisterschaften sammelte Samson Oghenewegba Nathaniel im Jahr 2013, als er bei den Jugendafrikameisterschaften in Warri in 47,89 s die Bronzemedaille im 400-Meter-Lauf gewann und auch mit der nigerianischen Sprintstaffel (1000 Meter) gewann er in 1:54,58 min die Bronzemedaille. Anschließend schied er bei den Jugendweltmeisterschaften in Donezk mit 48,14 s im Halbfinale über 400 Meter aus und belegte mit der Staffel in 1:53,61 min den siebten Platz. Im Jahr darauf kam er bei den Juniorenweltmeisterschaften in Eugene mit 47,77 s nicht über die erste Runde über 400 Meter hinaus und schied mit der 4-mal-400-Meter-Staffel mit 3:09,37 min im Vorlauf aus. 2015 nahm er an den Afrikaspielen in Brazzaville teil und schied dort im Einzelbewerb mit 45,80 s im Semifinale aus und gelangte mit der Staffel mit 3:03,52 min auf Rang vier. Im Jahr darauf klassierte er sich bei den Hallenweltmeisterschaften in Portland mit der Staffel in 3:08,55 min auf dem fünften Platz. 2017 belegte er bei den Islamic Solidarity Games in Baku in 47,24 s den siebten Platz über 400 Meter und schied anschließend bei den Weltmeisterschaften in London mit 46,63 s in der ersten Runde aus. Im Jahr darauf schied er bei den Commonwealth Games im australischen Gold Coast mit 46,61 s im Halbfinale über 400 Meter aus und wurde mit der Staffel im Vorlauf disqualifiziert. Im August schied er dann bei den Afrikameisterschaften in Asaba mit 47,22 s im Semifinale über 400 Meter aus. 2021 nahm er mit der Mixed-Staffel an den Olympischen Sommerspielen in Tokio teil und verpasste dort mit 3:13,60 min den Finaleinzug.
2022 verpasste er bei den Hallenweltmeisterschaften in Belgrad mit der 4-mal-400-Meter-Staffel mit 3:09,55 min den Finaleinzug und im Juni schied er bei den Afrikameisterschaften in Port Louis mit 47,66 s im Halbfinale über 400 Meter aus. Im Juli erreichte er bei den Weltmeisterschaften in Eugene das Finale in der Mixed-Staffel und belegte dort in 3:16,21 min den sechsten Platz. Im August schied er bei den Commonwealth Games in Birmingham mit 47,00 s im Semifinale über 400 Meter aus und belegte in 3:06,06 min den siebten Platz im Staffelbewerb. 2024 kam er bei den Afrikaspielen in Accra im Vorlauf der Mixed-Staffel zum Einsatz und trug damit zum Gewinn der Goldmedaille bei. Zudem schied er über 400 m Hürden mit 51,59 s in der Vorrunde aus und sicherte sich mit der Männerstaffel in 3:01,84 min gemeinsam mit Ifeanyi Emmanuel Ojeli, Sikiru Adeyemi und Chidi Okezie die Bronzemedaille hinter den Teams aus Sambia und Botswana.
In den Jahren 2015 und 2017 wurde Nathaniel nigerianischer Meister im 400-Meter-Lauf sowie 2021 und 2022 in der 4-mal-400-Meter-Staffel und 2022 auch in der Mixed-Staffel.

## Persönliche Bestzeiten
- 200 Meter: 21,10 s (+0,9 m/s), 29. April 2022 in Lagos
- 400 Meter: 45,23 s, 3. Juni 2017 in Abuja
  - 400 Meter (Halle): 47,57 s, 6. Februar 2016 in Tucson
- 400 m Hürden: 51,59 s, 20. März 2024 in Accra